# Стари заветни крст у Драјинцу
Стари заветни крст у Драјинцу, насељеном месту на територији општине Сврљиг, налази се у порти цркве Светог Николе, лево од улазних врата.
Крст припада категорији оброчних крстова, изрезан од камена пештера, према запису 1829. године, а обновљен, такође према запису, 1908. године. На краковима крста су по три јабучаста испупчења, а по ивици је извучена плитка линија, која такође обележава крст. У врху је урезан још један крст, са осам карактеристичних слова: ИС, ХС, НИ, KА („Исус Христос победник“). Урезан је запис: Сти Никола, Мариа, Живко, Тодор, Божа, Живан, Јанко, Паун,  Жика 1829.
Kрст је, као и црква, посвећен Светом Николи, када се и народ окупља на овом месту. Подигнут у задњим годинама турске власти, овај камени белег представља летописну истину времена у кома је настао. 